# Englerina collinsii
Englerina collinsii är en tvåhjärtbladig växtart som beskrevs av Polhill & Q.Luke. Englerina collinsii ingår i släktet Englerina och familjen Loranthaceae. Inga underarter finns listade i Catalogue of Life.